# Schizothorax edeniana
 Schizothorax edeniana és una espècie de peix d'aigua dolça de la família dels ciprínids i de l'ordre dels cipriniformes de l'Afganistan.